# Domenico Berti

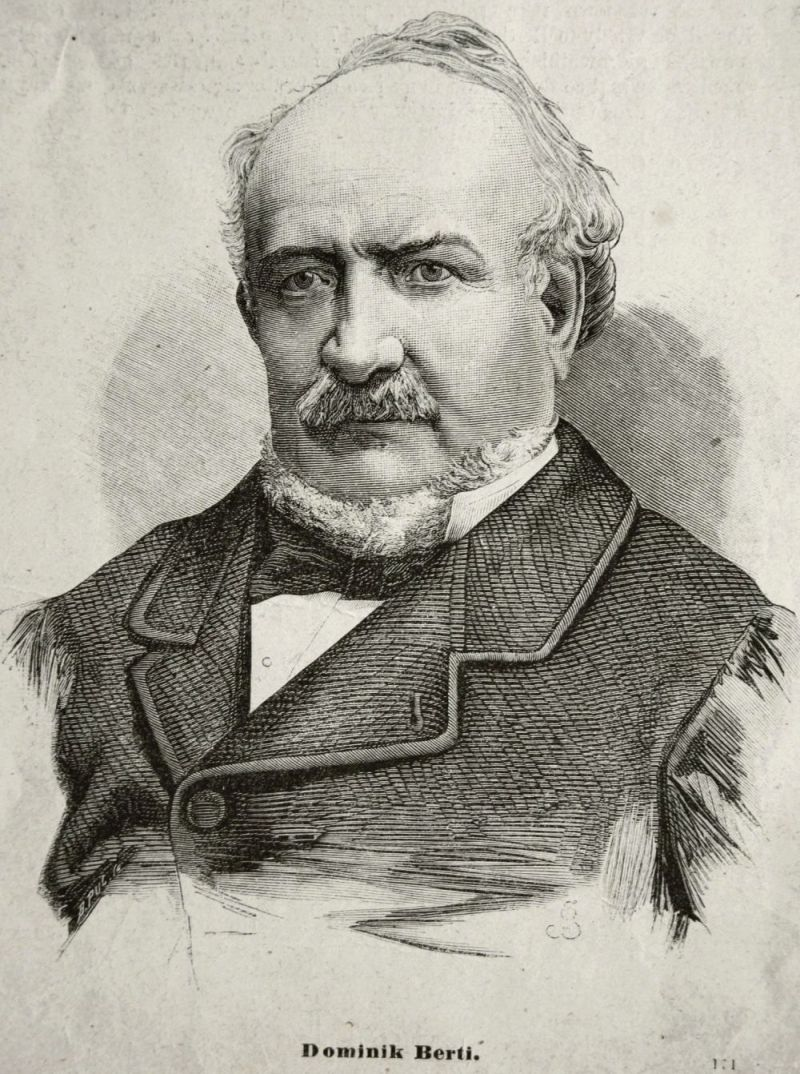
Domenico Berti

Domenico Berti (* 17. Dezember 1820 in Cumiana (Piemont); † 22. April 1897 in Rom) war ein italienischer Philosoph, Schriftsteller und Staatsmann.

## Leben
Domenico Berti studierte zu Turin und wurde 1849 an der dortigen Universität Professor der Philosophie. Ab 1850 war er Deputierter und als solcher zunächst Mitglied der sardinischen, dann der piemontesischen Kammer und schließlich des italienischen Parlaments. Er vertrat in der Politik wie in der Literatur eine gemäßigte Richtung und gehörte als Deputierter bis 1880 dem rechten, seither dem linken Zentrum an. Von 1860 bis 1862 war er Referendar im Staatsrat sowie 1862–64 Generalsekretär im Handelsministerium. Im Kabinett des italienischen Ministerpräsidenten Alfonso La Marmora fungierte er 1866 als Unterrichtsminister und behielt dieses Amt bis Februar 1867 unter Bettino Ricasoli. Seine Heimat Piemont verdankte ihm insbesondere die Gründung von Normalschulen für den ersten Unterricht. Die Professur der Philosophie an der Universität zu Rom bekleidete er von 1871 bis 1877. Dann übernahm er im Mai 1881 das Ministerium des Ackerbaues und Handels, dem er bis März 1884 vorstand  und in welcher Stellung er für eine soziale Gesetzgebung eintrat. Im Dezember 1884 wurde er zum Vizepräsidenten der Kammer gewählt, im April 1889 zum ersten Sekretär des Ordens von St. Mauritius und Lazarus und zum Kanzler des Ordens der Krone von Italien ernannt.
Als Schriftsteller tat Berti sich außer durch zahlreiche pädagogische und politische Aufsätze  hervor durch Schriften über Giovanni Pico della Mirandola, Giordano Bruno (Vita di Giordano Bruno, Turin 1868, nach größtenteils unveröffentlichten Quellen, neue Aufl. 1889), Nikolaus Kopernikus (Copernico e le vicende del sistema Copernicano in Italia, Rom 1876), Galileo Galilei (Il processo originale di Galileo Galilei, 2. Aufl., Rom 1878), Cesare Alfieri (Cesare Alfieri, Rom 1877), G. Valdès (Di Giovanni Valdes e di taluni suoi discepoli, Rom 1878), Cesare Cremonino (Di Cesare Cremonino e della sua controversia con l’inquisizione di Padova e di Roma, Rom 1878) und Tommaso Campanella (La vita e le opere di Tommaso Campanella, Rom 1878). Ferner gab er Il conte di Cavour avante il 1848 (Rom 1887) und Diario inedito con note autobiografiche di Cavour heraus und begründete mehrere Zeitungen (Rivista italiana, Le Alpi und L’Istitutore). 1892 erschienen in Turin seine Scritti vari in 2 Bänden. Besonders die Veröffentlichung der Prozessakten Galileis erregten damals Aufmerksamkeit. Er kritisierte Karl von Gebler, der dazu 1876 ein Buch veröffentlichte, ohne die Originalakten gesehen zu haben, das aber bald darauf nachholte und kurz vor seinem Tod eine sorgfältige Ausgabe herausbrachte (1877).